# Чёрный Отрог
Чёрный Отро́г — село в Саракташском районе Оренбургской области.

## География
Село Чёрный Отрог находится примерно в 80 километрах от Оренбурга и в 29 километрах от административного центра — посёлка Саракташ.

## Население
| 2010 |
| ---- |
| 1671 |

## История
Раньше здесь проходила линия крепостей, защищавших российские рубежи от набегов кочевников. Первоначально урочище Чёрный Отрог было отдано казакам Пречистенской крепости на реке Сакмаре. Само село Чёрный Отрог — основано сравнительно недавно, в 1827 году на берегу реки Сакмары воронежскими крестьянами — переселенцами, выходцами из сёл Коротоякского уезда (село Левое и др.). В начале весны 1827 года со своей родины выехали 149 человек мужского пола, направляясь в Сибирь, в Петропавловский округ Омской области, но в связи с дальностью дороги остались зимовать в Пречистенской крепости, а потом и вовсе перешли в недалекое урочище где и обосновались.
В этих же местах разворачивались события крестьянской войны под предводительством Емельяна Пугачёва, описанные в романе Александра Сергеевича Пушкина «Капитанская дочка». В 1840 году все земли вдоль Сакмары и Урала стали частью территории Оренбургского казачьего войска. Вступление в казаки обязывало сельчан нести многолетнюю службу, подчиняло всю их жизнь правилам военного поселения. Оренбургские казаки привлекались для участия и во внешних войнах.
Чёрный Отрог — один из признанных центров пуховязания в Оренбургской области, специализирующийся на изготовлении тёплых оренбургских пуховых платков. О роли пуховязания в жизни села свидетельствует тот факт, что пуховязальная артель открылась в селе раньше, чем колхоз, что из 280 дворов в 1926 году в 235 занимались изготовлением платков. Работы чёрноотрожских мастериц хранятся в собрании многих музеев России и выставляются за рубежом.
В 1935 году Чёрный Отрог становится районным центром образованного Гавриловского района. 3 апреля 1959 года в связи с реформированием Гавриловского района был образован Чёрнотрожский сельсовет. Во вновь созданное муниципальное образование в составе Саракташского района сегодня входят сёла Чёрный Отрог, Аблязово, Изяк-Никитино, Никитино, Студенцы, посёлок Советский и станция Чёрный Отрог. Численность населения Чёрноотрожского сельсовета — 3735 человек, площадь территории, занимаемой муниципальным образованием — более 33 тысяч гектар.

## Достопримечательности

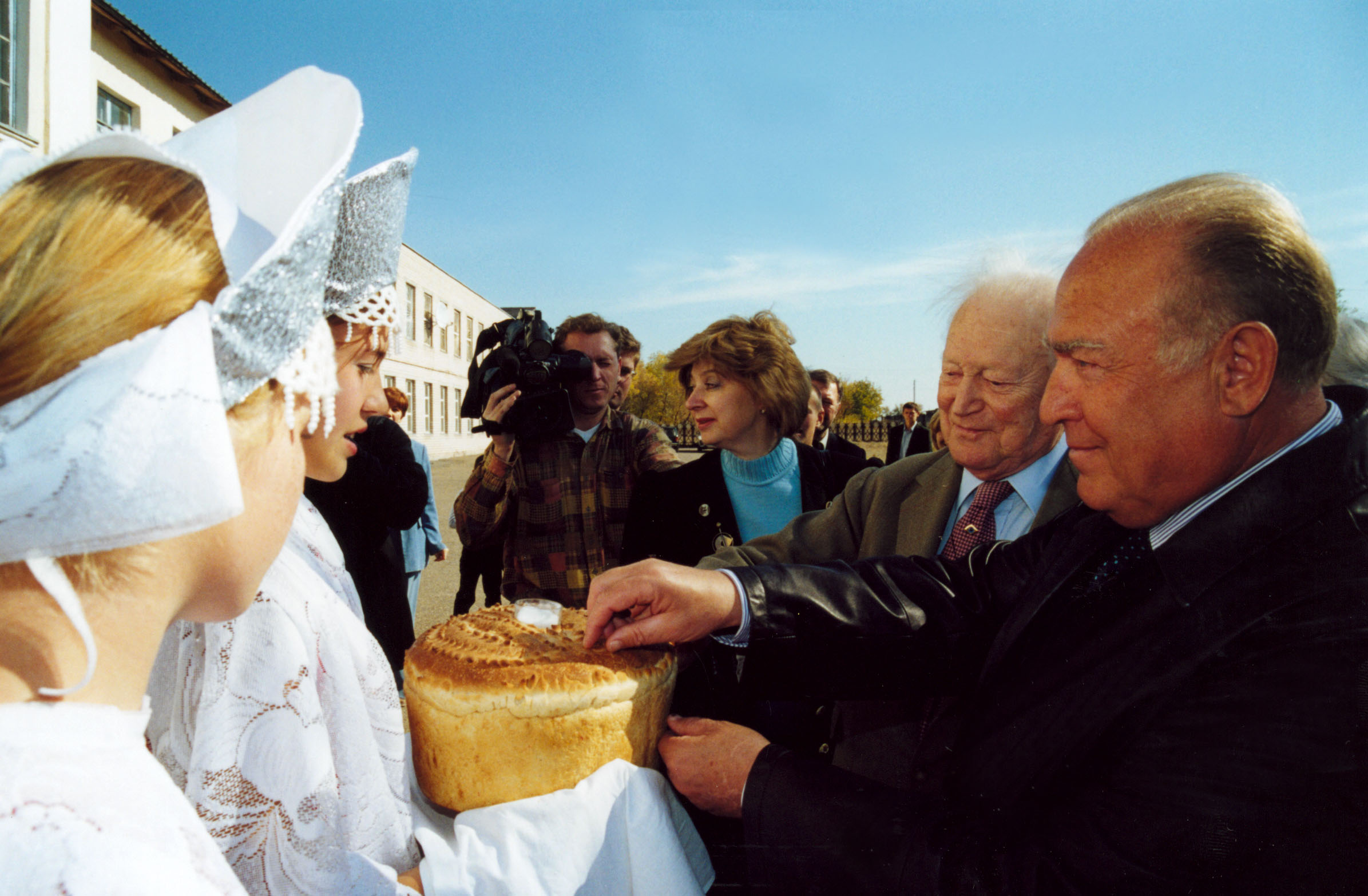
Виктор Черномырдин и Морис Дрюон в селе Чёрный Отрог. 2003 год.

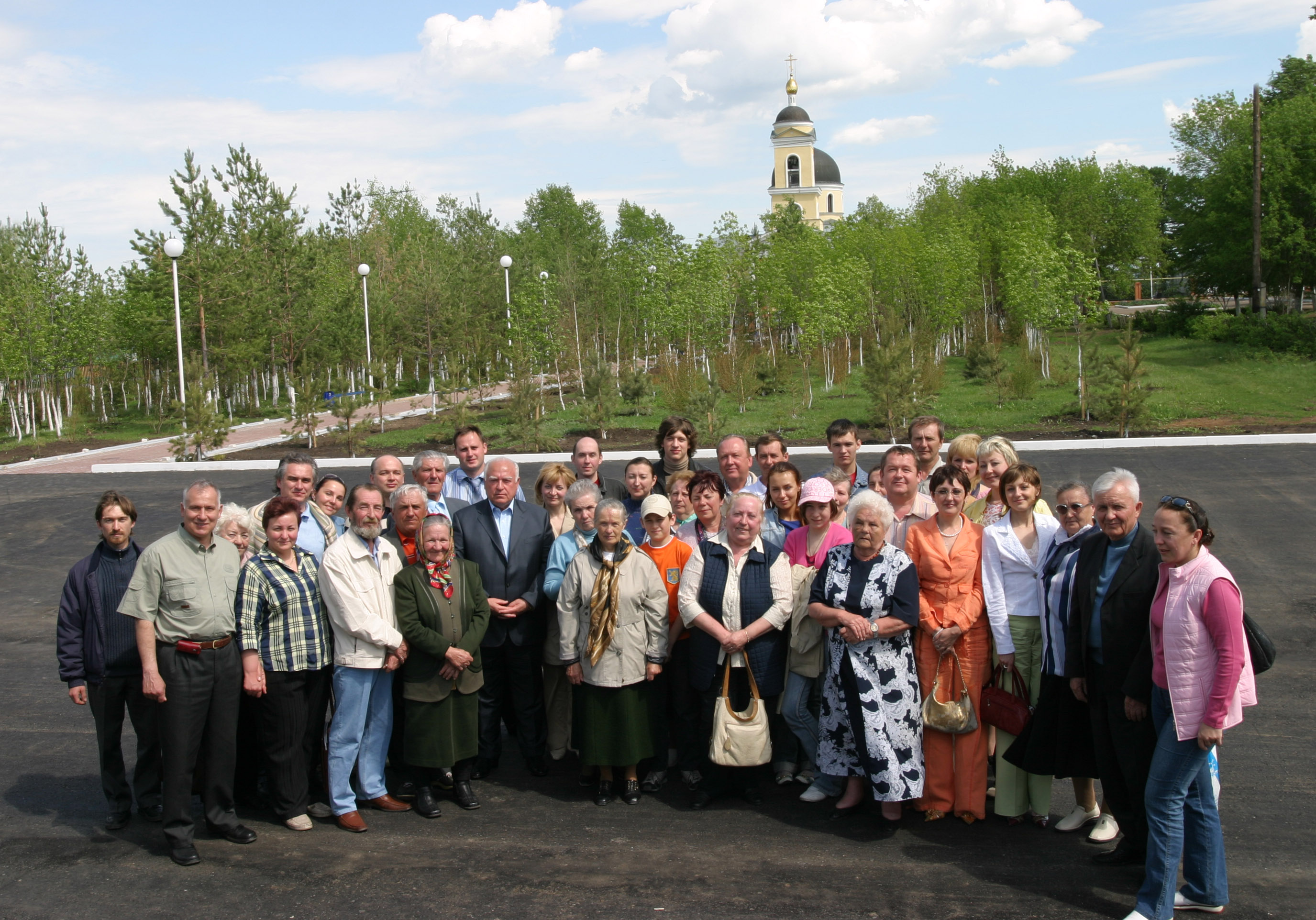
22. 05. 2006 г. Фотография на память (Виктор Степанович Черномырдин в родном селе Чёрный Отрог с родными и близкими).

- Храм святого апостола и евангелиста Иоанна Богослова (улица Центральная, дом 9). Храм возведён при непосредственном участии Виктора Степановича Черномырдина в 1996 году. Освящение храма 6 сентября 1996 года совершил Патриарх Московский и всея Руси Алексий II. В 2005 году храм был расписан художниками-иконописцами из Свято-Успенской Киево-Печерской лавры[5]. В 2007 году храм посетил митрополит Калининградский и Смоленский Кирилл, нынешний патриарх Московский и вся Руси. Ктиторами храма является семья Черномырдиных. Храм привлекает паломников из многих крупных городов своей необычайной красотой и находящимися в нём христианскими святынями. В 2006 году в храм был передан ковчег с 78-ю частицами мощей киево-печерских святых, икона с частицами мощей святых благоверных князей Даниила Московского и Александра Невского, икона с частицами мощей оптинских старцев[6].
- Крестильный храм прихода Иоанна Богослова (улица Ленинская, дом 23). Церковь построена в 1848—1849 годах и освящена 2 ноября 1850 года[7]. При храме действует воскресная школа.
- Памятник воинам-землякам, погибшим в годы Великой Отечественной войны (улица Центральная).Односельчанам — чёрноотрожцам, павшим в боях за Родину в Великой Отечественной войне 1941—1945 гг.

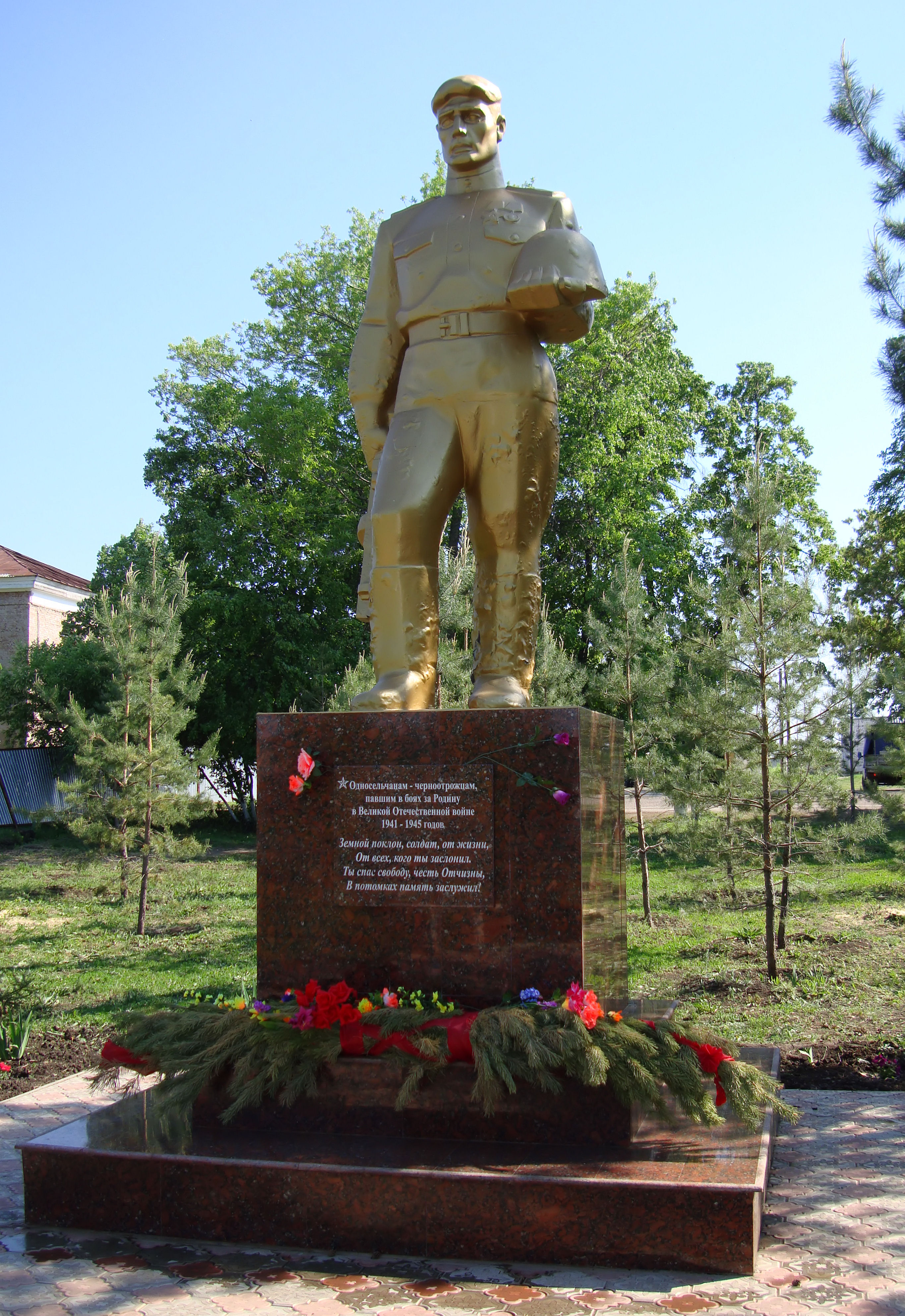
Односельчанам — чёрноотрожцам, павшим в боях за Родину в Великой Отечественной войне 1941—1945 гг.

- Историко-мемориальный музей Виктора Степановича Черномырдина (улица Центральная, дом 7-б). Музей основан в 2011 году, а официальное открытие музея состоялось 9 апреля 2021 года[8]. Перед зданием музея в 2019 году установлен памятник В. С. Черномырдину — бронзовый бюст на высоком постаменте[9].

## Учреждения образования
- Муниципальное образовательное учреждение «Чёрноотрожская средняя общеобразовательная школа имени Черномырдина В. С.»
- Государственное образовательное учреждение «Чёрноотрожская специальная (коррекционная) общеобразовательная школа-интернат»
- Муниципальное дошкольное образовательное учреждение «Чёрноотрожский детский сад „Солнышко“ общеразвивающего вида с приоритетным осуществлением физического развития воспитанников».
- Автономная некоммерческая организация Детский оздоровительный духовно-патриотический лагерь «Светоч».
- Муниципальное учреждение дополнительного образования детей «Саракташская детская школа искусств» (филиал).

## Известные уроженцы
В Чёрном Отроге родился экс-председатель Правительства Российской Федерации Виктор Черномырдин.